# ユリウス・ブーツ
ユリウス・エミール・マルティン・ブーツ（Julius Emil Martin Buths, 1851年5月7日 - 1920年3月12日）は、ドイツのピアニスト、指揮者、作曲家。ブーツはとりわけ早くからドイツでエドワード・エルガーの音楽を得意としていたことで知られる。エルガーの『エニグマ変奏曲』と『ゲロンティアスの夢』のヨーロッパ大陸初演は、ブーツの指揮で行われた。また、フレデリック・ディーリアスやグスタフ・マーラーとの関係でもよく知られている。

## 生涯
ブーツはプロイセンのヴィースバーデンで、オーボエ奏者の息子として生まれた。彼が受けた音楽教育は、ケルンでのフェルディナント・ヒラーらの下でのもの、ベルリンでのフリードリヒ・キールからのもの、またイタリアやパリにおけるものがある。1875年から1879年にかけてはヴロツワフで指揮者として働き、その後1890年まではエルバーフェルトでタクトを握った。その年にデュッセルドルフの音楽監督に任命されたブーツは、以降何年にもわたってライン音楽祭で重要な役割を果たす。1890年開催の際はハンス・リヒターとの共同監督であったが、1893年は単独監督となり、1896年はヨハネス・ブラームス、リヒャルト・シュトラウスとの共同、1899年、1902年はシュトラウスと共同、1905年は単独監督をこなしたのである。
デュッセルドルフでは、ブーツは頻繁にマックス・レーガーやヨーゼフ・ヨアヒムの室内楽作品を演奏した。

### エルガーとの関係
バーミンガムを訪れていたブーツは、1900年10月にエルガーのオラトリオ『ゲロンティアスの夢』の初演に立ち会った。この作品に大きな感銘を受けた彼は、アウグスト・イェーガーの協力を得て歌詞をドイツ語へと翻訳し、1901年12月19日にデュッセルドルフで大陸初演を行った。これを聴きにきていたエルガーはこう記した。「私の作品に込めた意図が完全に表されていた。合唱は非常に良かった。」ブーツは1902年5月19日にもライン音楽祭に合わせてこれを再演している。この時の独唱者にはコントラルトのマリエル・フォスターがいた。前回に続き会場に聴きに来ていたエルガーは、聴衆の拍手に応えて20回もステージに上がることになった。この公演の成功によって、ついにエルガーは自分が本当に満足できる作品を書いたのだと確信できたのだった。この時に共同監督だったリヒャルト・シュトラウスは、ブーツが演奏会後の打ち上げでこう言うのを聞いて感銘を受けている。「私はイギリス初の進歩的作曲家であるエルガー氏の、成功と幸福のために飲みたいと思う。」1901年、1902年の公演のチケットはともに完売であった。
その間の1901年2月7日のデュッセルドルフでは、ブーツは「エニグマ変奏曲」のドイツ並びに大陸初演を指揮している。
また、ブーツはエルガーのオラトリオ『使徒たち』のドイツ語訳とドイツ初演、『神の国』のドイツ語訳も担っている。1910年12月にクレーフェルトで自作の『交響曲第1番』を指揮したエルガーは、わざわざデュッセルドルフのブーツを訪ねている。さらに、エルガーはピアノ曲「スキッツェ」をブーツに献呈している。

### ディーリアスとの関係
ブーツのイギリス音楽への熱意は、ディーリアスの作品にも向けられることになった。彼はピアニストとして、1904年のエルバーフェルトにおける『ピアノ協奏曲 ハ短調』の初演をハンス・ハイムの指揮の下で演奏している。また、彼はこの曲の2台ピアノ版への編曲も行った。1905年6月のライン音楽祭では、『アパラチア』の再演の指揮を行った。

### マーラーとの関係
ブーツは1903年4月3日にデュッセルドルフで、マーラーの交響曲第2番『復活』を指揮した。この演奏会の準備時にマーラーと連絡を取ることができた彼は、第1楽章と第2楽章の間の重要な休憩を確実に取るようにと助言を受けている。ところがブーツは第4楽章と第5楽章の間に長い休憩（5分間）を置いた。これに対してマーラーは彼の感受性と洞察力、そしてあえて作曲者の意志を無視する勇気を称賛した。
1906年、オシップ・ガブリロヴィッチ、アルバン・ベルク、オスカー・フリートと共にエッセンで行われたマーラーの『交響曲第6番』の初演のリハーサルに出席したブーツは、彼らと作曲者を交えて食事をした。
1902年にはデュッセルドルフ音楽院の院長に就任し、1908年までこれを務めた。1920年にデュッセルドルフで68年の生涯を閉じた。

## 初演した楽曲
ブーツがデュッセルドルフ初演を指揮した楽曲には以下のものがある。
- ヨハン・ゼバスティアン・バッハ 『ミサ曲 ロ短調』
- エクトール・ベルリオーズ 『ファウストの劫罰』『レクイエム』
- ジュゼッペ・ヴェルディ 『レクイエム』
- チャールズ・ヴィリアーズ・スタンフォード 『レクイエム』Op.63（ドイツ初演）

## 主要作品
- ピアノ協奏曲 ニ短調
- 男声合唱と管弦楽のためのカンタータ『リナルド』（Rinaldo）Op.10 - ゲーテの詩に基づく
- 混声合唱と管弦楽のための「Festmotette」
- 弦楽四重奏曲 ニ短調
- ピアノ五重奏曲 ニ長調
- 歌曲
- 器楽曲[3]